# Arcedo
Arcedo o Arcediello fou un lloc disputat entre el consell de Terol i el Regne de València. No es coneix la seua ubicació exacta però probablement es troba en l'actual terme municipal de Mosquerola.

## Història
El 5 d'octubre de 1203 Pere el Catòlic donà a Arnau de Palacín el castell de Bos i Val d'Ursera, mencionant-hi una Açeneda:
| « | de Penna Golosa usque ad Fossas de Meo Cide, de Fossas de Meo Cide usque ad rigum Sicum de illa Moscarola et sicut tenet rigus Sicus usque ad Focem de Campo de Açeneda, et de Osea | » |

de Penna Golosa usque ad Fossas de Meo Cide, de Fossas de Meo Cide usque ad rigum Sicum de illa Moscarola et sicut tenet rigus Sicus usque ad Focem de Campo de Açeneda, et de Osea

Arcediello és un topònim referit a un lloc entre Terol i Castelló conquistat en 1216 pel rei Sanç el Fort de Navarra juntament amb Ledo o Aledo, Olocau, Mallo, Peña del Arañonal i Puertomingalvo. En 1213 el rei Pere el Catòlic donà el castell de Cuella als templers, mencionant-hi una Arzeda:
| « | et ex alia parte usque Xodos et inde an Pinnam Gulosam, toto campo de Arzeda intus stante sicut rivus siccus ipsum dividit | » |

et ex alia parte usque Xodos et inde an Pinnam Gulosam, toto campo de Arzeda intus stante sicut rivus siccus ipsum dividit

En 1251 és citada com a Arçedolo quan Guillem d'Anglesola dona carta de poblament a Vistabella:
| « | et de Penna Rubea ascendit usque ad Talayam altam que est inter locum qui vocatur Arçedol et castro de Boyo, et de Talaia alta vadit serra serra vadit ad Monteleoni, et de Monteleoni vadit ad Arçedolum, et de Arçedolo vadit carraria carraria usque in fundo de illo loco vocatur Mosquerola | » |

Arcedo va poder estar a la ribera del riu de Montlleó, i s'ha suggerit que pot correspondre amb l'actual santuari de la Mare de Déu de l'Estrella.En 1261 els Furs de València assenyalen Arçedo com una de les fronteres del Regne de València:
| « | axí com parteix ab Montroyg, e ix al riu de les Truytes, que és prop de la Gleziola; e axí com va a Arçedo e a Ledo, los quals son dintre el dit regne; e axí com va a la Musquerola | » |

axí com parteix ab Montroyg, e ix al riu de les Truytes, que és prop de la Gleziola; e axí com va a Arçedo e a Ledo, los quals son dintre el dit regne; e axí com va a la Musquerola

Segons A. Colon i A. Gargallo en 1970 Arcedo era un lloc actualment desaparegut de terme de Villafranca. La remodelació posterior de les fronteres d'estos llocs va deixar esta zona dins de la jurisdicció del Consell de Terol, que a canvi va acceptar que Xèrica, el Toro i Pina quedaren dins del Regne de València.

## Toponímia
Encara que alguns el relacionen que la paraula castellana arce (auró)), amb el sentit de 'bosc d'aurons', no és segur, ja que també pot provindre de "arto", com en el cas de "Artieda". A més, tant en castellà com en aragonès medieval de la zona, auró s'escrivia "ácer(e)".